# Fernando Molinero Hernando
Fernando Molinero Hernando es un geógrafo español.

## Biografía
Catedrático de geografía en la Universidad de Valladolid. Licenciado en Filosofía y Letras por la universidad de Valladolid en junio de 1975 y doctorado en Geografía por la misma universidad en 1979, con premio extraordinario de doctorado. Es también Premio europeo de urbanismo y ordenación del territorio. 
Es uno de los máximos expertos nacionales en el ámbito de la geografía rural y de los procesos agrarios. Destaca en el campo de estudio del agro rural y su evolución en Castilla y León.
Tiene numerosas publicaciones en el ámbito de los espacios y paisajes rurales en la cuenca del Duero.

## Obras destacadas
- Espacios y Sociedades. Ricardo Méndez/Fernando Molinero. Editorial Ariel.
- Los espacios rurales: Agricultura y sociedad en el mundo. Editorial Ariel.